# Episodi de Il commissario Scali (prima stagione)
La prima stagione della serie televisiva Il commissario Scali è stata trasmessa in anteprima negli Stati Uniti d'America dalla ABC tra il 28 settembre 1991 e il 16 maggio 1992.
| nº | Titolo originale                   | Titolo italiano | Prima TV USA      | Prima TV Italia |
| -- | ---------------------------------- | --------------- | ----------------- | --------------- |
| 1  | In the Best of Families            |                 | 28 settembre 1991 |                 |
| 2  | Do You See What I See              |                 | 5 ottobre 1991    |                 |
| 3  | The Poisoned Tree                  |                 | 12 ottobre 1991   |                 |
| 4  | Nothing to Fear but Fear...        |                 | 26 ottobre 1991   |                 |
| 5  | A Matter of Life or Death (Part 1) |                 | 26 ottobre 1991   |                 |
| 6  | A Matter of Life or Death (Part 2) |                 | 2 novembre 1991   |                 |
| 7  | Behind the Storm Door              |                 | 9 novembre 1991   |                 |
| 8  | The Hatchet                        |                 | 16 novembre 1991  |                 |
| 9  | Two Confessions                    |                 | 30 novembre 1991  |                 |
| 10 | The Commissioner's Ball            |                 | 7 dicembre 1991   |                 |
| 11 | No Greater Gift                    |                 | 21 dicembre 1991  |                 |
| 12 | The Fourth Man                     |                 | 4 gennaio 1992    |                 |
| 13 | Charlie Don't Surf                 |                 | 18 gennaio 1992   |                 |
| 14 | Skeletons                          |                 | 8 febbraio 1992   |                 |
| 15 | The Wicked Flee                    |                 | 22 febbraio 1992  |                 |
| 16 | True Believers                     |                 | 29 febbraio 1992  |                 |
| 17 | Officer April                      |                 | 7 marzo 1992      |                 |
| 18 | Sex, Lies and Kerosene             |                 | 21 marzo 1992     |                 |
| 19 | Judgement Day                      |                 | 4 aprile 1992     |                 |
| 20 | Shoot the Breeze                   |                 | 11 aprile 1992    |                 |
| 21 | Video Vigilante                    |                 | 9 maggio 1992     |                 |
| 22 | The Puck Stops Here                |                 | 16 maggio 1992    |                 |